# Timofej Kritski
Timofej Viktorovitsj Kritski (Russisch: Тимофей Викторович Крицкий; Tsjernenko, 24 januari 1987) is een Russisch voormalig wielrenner.

## Carrière
Kritski werd in 2003 eerste in de wegwedstrijd op het Europees Jeugd Olympisch Festival en tweede in de individuele tijdrit. Twee jaar later, in 2005, werd hij tweede op het wereldkampioenschap wielrennen voor junioren en won de Omloop der Vlaamse Gewesten voor junioren.
In 2008 won hij de Boucle de l'Artois, werd tweede in de Grote Prijs van Moskou, tweede op het Europese kampioenschap tijdrijden voor beloften en tevens tweede in de wegwedstrijd voor beloften en won hij de Zwitserse wedstrijd GP Tell. Kritski werd toen ook tweede in het Russisch kampioenschap tijdrijden, achter Vladimir Goesev, maar voor Vladimir Karpets.
In 2009 eindigde hij als tiende in de ZLM Tour en als tweede in de Ronde van Bretagne. Hij won de Vijf ringen van Moskou, werd wederom tweede op het Europese kampioenschap tijdrijden voor beloften en reed een verdienstelijke Ronde van de Toekomst.
In 2010 maakte hij de overstap van het Katjoesja Continental Team naar Team Katjoesja, dat in de UCI ProTour opereert.

## Overwinningen
2003
 Wegwedstrijd op het Europees Jeugd Olympisch Festival
2004
Coupe du Président de la Ville de Grudziądz
2005
Omloop der Vlaamse Gewesten
2008
3e etappe Driedaagse van Vaucluse
3e etappe Boucle de l'Artois
Eindklassement Boucle de l'Artois
Memorial Oleg Djatsjenko
Mayor Cup
 Russisch kampioen tijdrijden, Beloften
4e etappe Ronde van de Elzas
1e etappe GP Tell
Eindklassement GP Tell
2009
La Côte Picarde
6e etappe Ronde van Bretagne
Proloog Vijf ringen van Moskou
Eindklassement Vijf ringen van Moskou
 Russisch kampioen tijdrijden, Beloften
2e etappe Mi-Août Bretonne
6e etappe Ronde van de Toekomst
2011
4e en 8e etappe Ronde van Bulgarije
2013
3e etappe Tour des Fjords (ploegentijdrit)
2014
1e etappe Grote Prijs Oedmoertskaja Pravda
7e etappe Ronde van het Qinghaimeer
7e etappe Ronde van Costa Rica

## Resultaten in voornaamste wedstrijden
| Jaar |  | WK op de weg |
| ---- |  | ------------ |
| 2011 |  | 161e         |

## Ploegen
- 2007 –  Premier
- 2008 –  Katjoesja
- 2009 –  Katjoesja Continental Team
- 2010 –  Team Katjoesja
- 2011 –  Itera-Katjoesja (vanaf 1-7)
- 2012 –  Katjoesja Team
- 2013 –  Katjoesja Team
- 2014 –  RusVelo

Bandiera · 
Bodrogi · 
Botsjarov ·
Broett · 
Caruso ·
Chalilov ·
Galimzjanov ·
Goesev ·
Horrach · 
Ignatjev · 
Ivanov ·
Jeskov ·
Karpets ·
Kirchen (tot 31/07) · 
Klimov · 
Kolobnev ·
Kritski ·
Mazzanti · 
McEwen ·   
Napolitano ·
Ovetsjkin · 
Petrov · 
Pliușchin · 
Pozzato · 
Rodríguez · 
Silin · 
Troesov · 
Vandenbergh · 
Vantomme ·
Vorganov ·
Antonov (stagiair) ·
Mironov (stagiair) ·
Porsev (stagiair)
Arguelyes · 
Broett · 
Caruso ·
Di Luca ·
Galimzjanov ·
Goesev ·
Horrach · 
Hoste · 
Ignatenko · 
Ignatjev · 
Isajtsjev ·
Ivanov ·
Karpets ·
Koetsjynski ·
Kolobnev ·
Kritski ·
Losada · 
Mironov ·
Moreno ·   
Ovetsjkin · 
Paolini ·
Pliușchin · 
Porsev · 
Pozzato · 
Rodríguez · 
Silin · 
Troesov · 
Trofimov ·
Vandenbergh · 
Vantomme ·
Vorganov
Belkov · 
Broett · 
Caruso ·
Florencio ·
Freire ·
Galimzjanov (tot 15/04) ·
Goesev ·
Haller ·
Horrach · 
Ignatenko · 
Ignatjev · 
Isajtsjev ·
Koetsjynski ·
Kolobnev ·
Kristoff ·
Kritski ·
Losada · 
Mensjov ·
Moreno ·   
Paolini · 
Porsev ·  
Rodríguez · 
Selig ·
Smukulis · 
Špilak · 
Tsatevitsj · 
Trofimov ·
Vantomme ·
Vicioso · 
Vorganov ·
Koeznetsov (stagiair) ·
Vorobjov (stagiair) ·
Zakarin (stagiair)
Belkov · 
Broett · 
Caruso ·
Florencio ·
Goesev ·
Haller · 
Ignatenko · 
Ignatjev · 
Isajtsjev ·
Koetsjynski ·
Koeznetsov ·
Kolobnev ·
Kozontsjoek ·
Kristoff ·
Kritski ·
Losada · 
Mensjov (tot 19/05) ·
Moreno ·   
Paolini · 
Porsev ·  
Rodríguez · 
Selig ·
Smukulis · 
Špilak · 
Tsatevitsj · 
Tsjernetski ·
Trofimov ·
Vicioso · 
Vorganov ·
Vorobjov ·
Antonov (stagiair) ·
Razoemov (stagiair) ·
Nikolajev (stagiair) 
Balykin · Bojev · Firsanov · Jersjov · Klimov · Krasnov · Kritski · Lagoetin · Majkin · Ovetsjkin · Pomosjnikov · Pozdnjakov · Serov · Solomennikov · Tatarinov · Zakarin